# Nowa Wróblina
Nowa Wróblina – wieś w Polsce położona w województwie lubelskim, w powiecie łukowskim, w gminie Stanin.
W latach 1975–1998 miejscowość administracyjnie należała do województwa siedleckiego.
Wieś stanowi sołectwo w gminie Stanin. Według Narodowego Spisu Powszechnego z roku 2011 wieś liczyła 152 mieszkańców.
Wierni Kościoła rzymskokatolickiego należą do parafii Trójcy Świętej w Staninie.